# Polyscias kivuensis
Polyscias kivuensis är en araliaväxtart som beskrevs av Paul Rodolphe Joseph Bamps. Polyscias kivuensis ingår i släktet Polyscias och familjen Araliaceae. Inga underarter finns listade.